# Karhu
Karhu és una marca de cervesa finlandesa propietat de la cerveseria Sinebrychoff, actualment part del grup Carlsberg. Karhu, que significa os en finès, és una pale lager de gust intens.
L'elaboració de Karhu va començar el 1929. El 2020, la Karhu 4,6% era la sisena cervesa més venuda a les botigues de Finlàndia i la Karhu 5,3% la novena. La malteria Pori original va ser comprada per Sinebrychoff el 1972 i va tancar el 2009. Des del 2006 la cervesa Karhu s'elabora en una nova fàbrica de cervesa a Kerava.

## Cerveses Karhu
El nombre entre parèntesis és el percentatge d'alcohol per volum (ABV):
- Karhu III (4.6% o 5.4%)
- Karhu A (5.3%)
- Karhu Real Strong (8.0%)
- Karhu Dark I (2.8%)
- Karhu Rye (4.6%)
- Karhu Double Hops (4.6%)
- Karhu Frosted (4.6%)